# Lille prinsen
Lille prinsen (fransk originaltitel Le Petit Prince) är en kortroman från 1943 av den franske författaren och piloten Antoine de Saint-Exupéry. Boken är egentligen en barnbok, men den älskas av många vuxna för det sätt på vilket Lille prinsen levererar sina insikter om världen och människorna. Boken har sålt i 140 miljoner exemplar över hela världen och är hans mest kända verk. Lille prinsen, som är översatt till 361 olika språk, är det näst mest översatta verket i världen efter Bibeln.

## Handling
En pilot har tvingats landa med sitt flygplan i öknen. Under tiden som han arbetar med att laga flygplanet dyker Lille prinsen upp. Denne kommer från en liten planet som heter B612, och han berättar för piloten om sin resa bland himlakropparna och de människor han träffat.

## Översättningar och bearbetningar
Den första svenska översättningen, av Gunvor Bang, utkom 1952. En ny översättning av Nova Gullberg Zetterstrand och Henrik Petersen, med titeln Den lille prinsen, gavs ut 2015.
År 2008 gjorde Joann Sfar en serieversion av boken. Den är översatt till svenska under namnet Lille prinsen.

## Utgivning på svenska
- 1952 – Saint-Exupéry, Antoine de; Bang Gunvor. Lille prinsen ([1. uppl.]). Stockholm: Rabén & Sjögren. Libris 234348 (samt en mängd nyupplagor)
- 2015 – Saint-Exupéry, Antoine de. Den lille prinsen. Modernista. ISBN 9789186629021
- 2016 – Saint-Exupéry, Antoine de. Lille prinsen – snabbläst version. Vilja förlag. ISBN 9789188037916

## Teater - dockteater
Le Petit Prince som dockteater på Marionetteatern, Stockholm, från 1973 framförd på turnéer i Asien och Europa, bl.a. till Frankrike för att initiera barnteater i Frankrike under Jack Lang. Stavdockor efter författarens akvareller och en skådespelare (Flygaren). Regi: Michael Meschke